# Gaj Mały
Gaj Mały – wieś sołecka w Polsce, położona w województwie wielkopolskim, w powiecie szamotulskim, w gminie Obrzycko, koło Szamotuł w kierunku Czarnkowa. Około 800 mieszkańców.
W latach 1954–1961 wieś należała i była siedzibą władz gromady Gaj Mały, po jej zniesieniu w gromadzie Obrzycko. W latach 1975–1998 wieś położona była w województwie poznańskim.

## Integralne części wsi

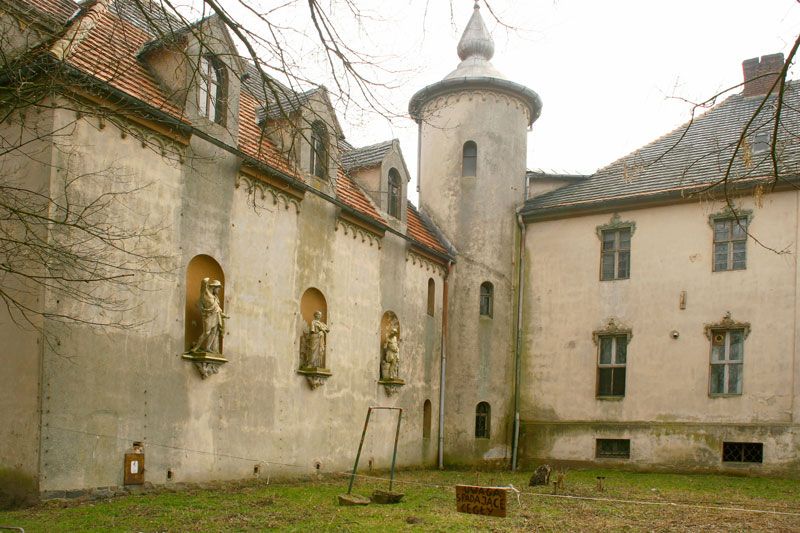
Posągi w niszach ścian pałacu, wzorowane na antycznych

| SIMC    | Nazwa   | Rodzaj    |
| ------- | ------- | --------- |
| 0591952 | Karolin | część wsi |

## Historia
Wieś wzmiankowana po raz pierwszy w 1284 jako własność Tomisława z Szamotuł. W rękach Szamotulskich do początku XVI wieku. Później zmieniała wielokrotnie właścicieli, aby od połowy XVIII wieku aż do II wojny światowej pozostawać w rękach Raczyńskich. Od 1845 Gaj Mały był siedzibą Ordynacji Obrzyckiej pozostającej we władaniu tzw. niemieckiej linii Raczyńskich.
We wsi znajduje się eklektyczny zespół pałacowy.
W Gaju Małym 12 kwietnia 1805 urodził się Walerian Tyburcjusz Breański – ksiądz, powstaniec listopadowy i działacz emigracyjny.